# Helregin
Helregin (stnord. Helreginn = "vladar nad Helom") div je u nordijskoj mitologiji. Spomenut je u Proznoj edi Snorrija Sturlusona. O Helreginu se ne zna ništa osim imena. Rudolf Simek je komentirao da je ime diva neobično jer ga izravno povezuje s podzemljem.